# Pauline Martin (Volleyballspielerin)
Pauline Martin (* 4. September 2002) ist eine belgische Volleyballnationalspielerin.

## Karriere
Martin begann ihre Karriere 2016 bei Dauphines Charleroi. Danach wurde sie zwei Jahre lang in der Topsportschool Vilvoorde ausgebildet. Von 2019 bis 2021 spielte die Diagonalangreiferin bei Asterix Avo Beveren. Anschließend kehrte sie für eine Saison zurück nach Charleroi. Mit der A-Nationalmannschaft spielte sie 2022 in der Nations League. Im selben Jahr erreichte sie mit Belgien den neunten Platz bei der Weltmeisterschaft. Anschließend wechselte sie zum italienischen Erstligisten Vero Volley Monza. 2023 wurde Martin vom deutschen Bundesligisten Rote Raben Vilsbiburg verpflichtet. Mit dem Verein erreichte sie das Halbfinale im DVV-Pokal 2023/24 und das Playoff-Viertelfinale. Nach der Saison wechselte sie zum Ligakonkurrenten Allianz MTV Stuttgart.